# Mandaringran
Mandaringran (Cunninghamia lanceolata) är en cypressväxtart som först beskrevs av Aylmer Bourke Lambert, och fick sitt nu gällande latinska namn av William Jackson Hooker. Mandaringranen ingår i släktet Cunninghamia, och familjen cypressväxter. Inga underarter finns listade i Catalogue of Life.
Arten förekommer i Kina i provinserna Sichuan, Fujian, Guangdong, Guangxi, Guizhou, Hubei, Hunan, Jiangxi, Yunnan och Zhejiang samt i Vietnam och Laos. För populationerna i Vietnam och Laos är däremot omstridd om de är ursprungliga. De kan även vara introducerade eller tillhöra arten Cunninghamia konishii.
Mandaringran ingår vanligen i skogar som domineras av lövträd med mer eller mindre glest fördelade barrträd. Typiska lövträd i skogarna tillhör släktena Acer, Magnolia och Quercus. Bredvid mandaringran hittas andra inhemska barrträd som Cephalotaxus fortunei, Pseudotaxus chienii, Taxus chinensis och Torreya grandis. Även några införda barrträd som kryptomeria eller Cupressus funebris förekommer. Det finns nästan inga ursprungliga skogar kvar på grund av landskapets omvandling till jordbruksmark och urbana områden. Urskogarna är begränsade till bergstrakternas höga regioner.
Mandaringran klarar sig bra i skogar som brukas. Det finns flera olika användningsområden, till exempel som timmer för konstruktioner, som bränsle eller inom trädgårdar och parker som prydnadsväxt. IUCN kategoriserar arten globalt som livskraftig.

## Bildgalleri

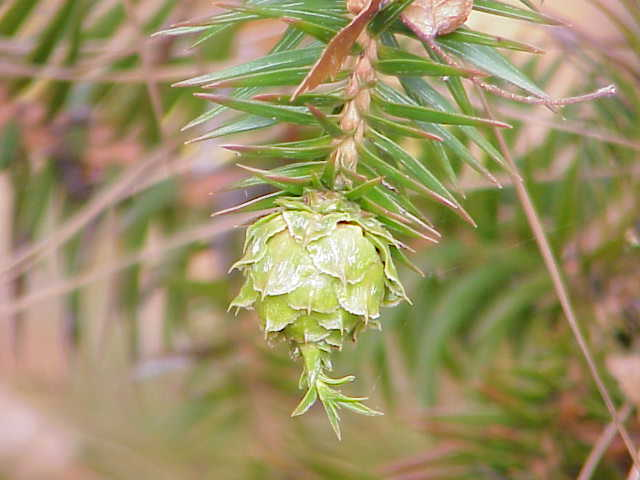
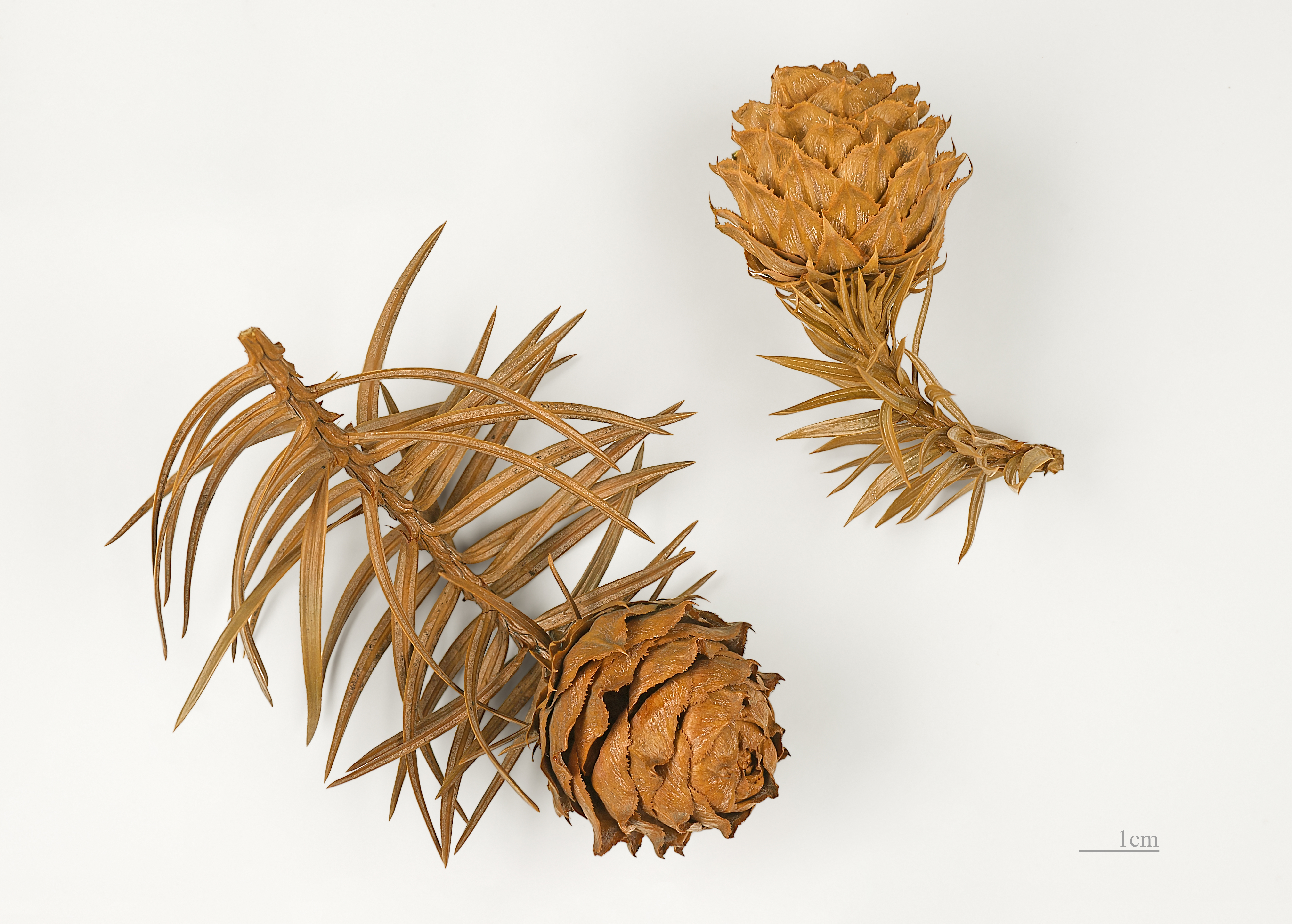
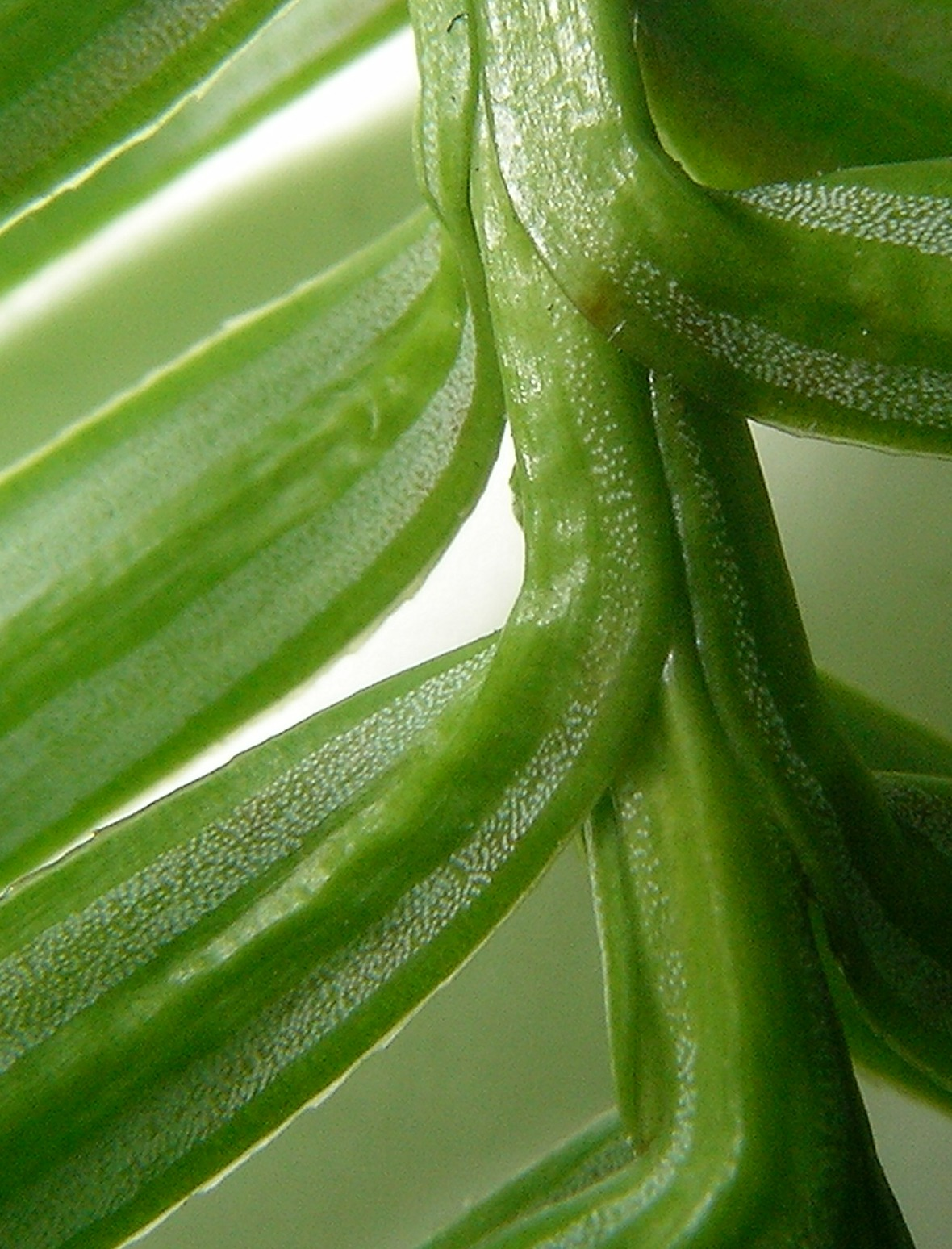
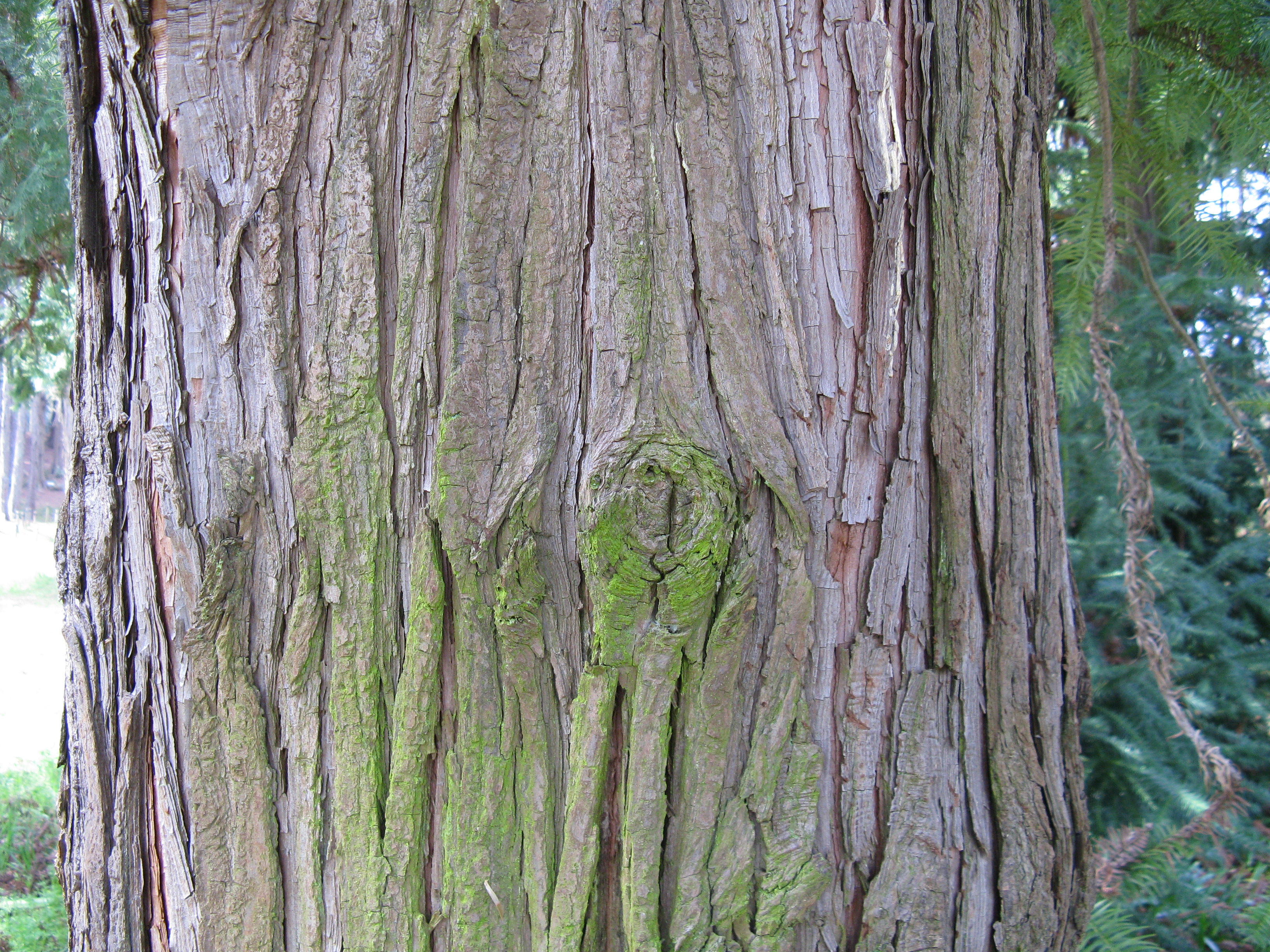
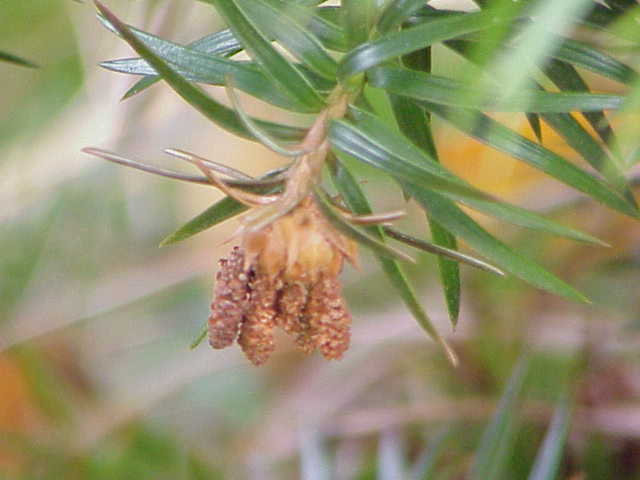
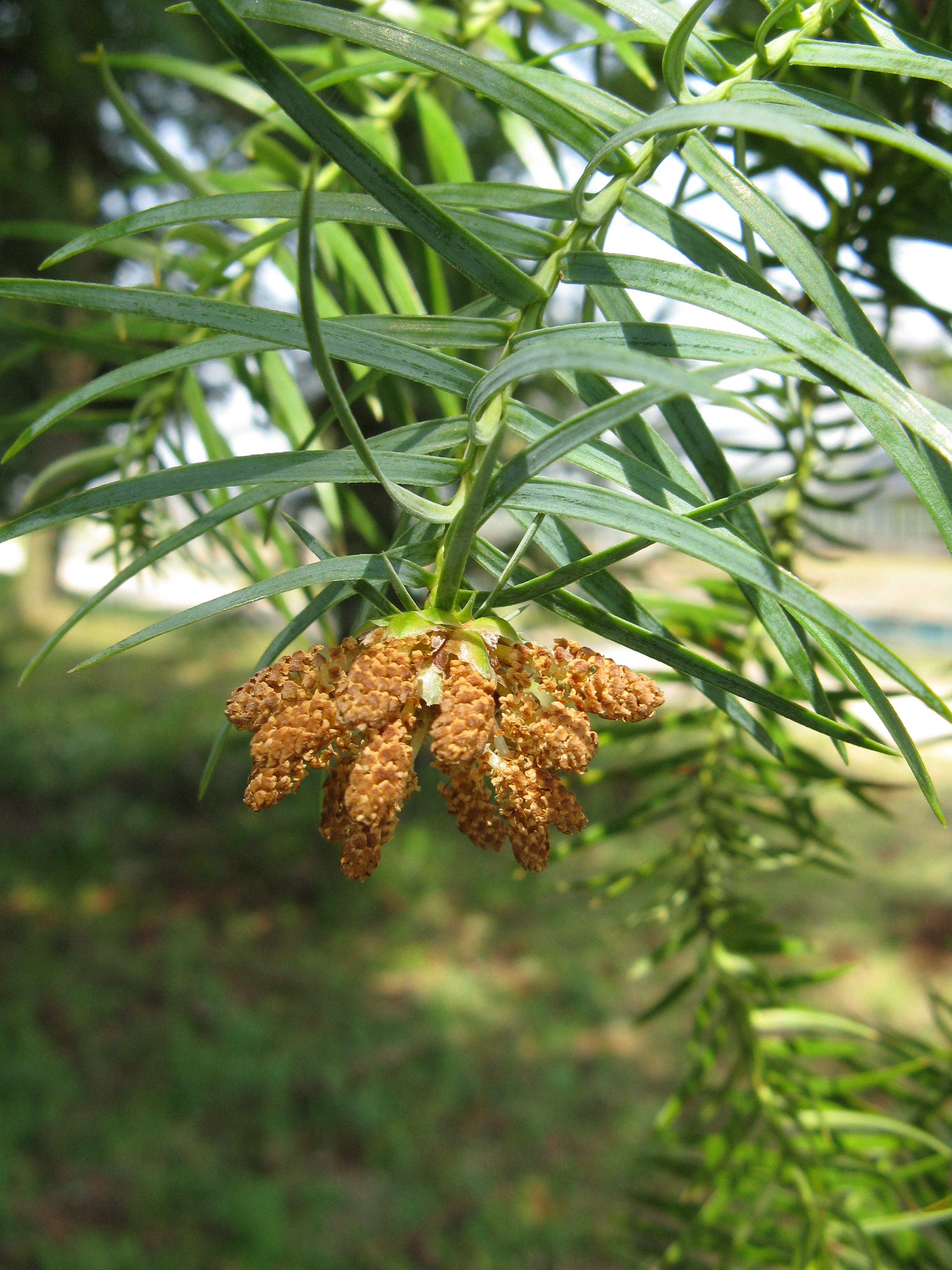